# Uncinia costata
Uncinia costata är en halvgräsart som beskrevs av Georg Kükenthal. Uncinia costata ingår i släktet Uncinia och familjen halvgräs. Inga underarter finns listade i Catalogue of Life.